# Autoportrait (Brooks)
Pour les articles homonymes, voir Autoportrait (homonymie).
Autoportrait est une peinture à l'huile sur toile réalisée vers 1920 par l'artiste américaine Romaine Brooks. L'œuvre représente une femme vêtue de noir, un regard vers le spectateur, dans un décor sobre et sombre. Par son esthétisme et son sujet, le tableau illustre la singularité de Brooks dans le paysage artistique du début du XXe siècle, notamment par son approche subversive des représentations féminines, des normes de genre et de l'identité lesbienne.
Cette œuvre est aujourd'hui considérée comme emblématique du style de l'artiste et de son inscription dans l'histoire de l'art queer et du symbolisme tardif.

## Contexte
Romaine Brooks, née en 1874 et morte en 1970, est une peintre américaine ayant principalement travaillé eu Europe, notamment à Paris,, et à Capri (refuge de la communauté homosexuelle anglaise après le procès d'Oscar Wilde), où elle fréquente les milieux intellectuels et artistiques de l'élite lesbienne de l'époque, grâce à la fortune minière laissée par sa mère et son frère en 1902. Refusant les canons académiques et les couleurs éclatantes de la modernité naissante,,, Brooks développe dès les années 1910 une esthétique monochrome et introspective, influencée par le symbolisme, James Abbott McNeill Whistler et le maniérisme.
Autoportrait s'inscrit dans un cycle de portraits féminins peints entre 1910 et 1930, représentant des femmes issues de l'aristocratie, de la scène littéraire ou de la haute société lesbienne. Ces figures sont toujours traitées avec une retenue émotionnelle et une ambiguïté psychologique qui rompent avec les codes de la représentation féminine traditionnelle.

## Description

### Composition
Le tableau présente une femme debout, seule, légèrement tournée de trois quarts vers le spectateur, coiffée d'un chapeau. Elle est vêtue d'un long manteau noir aux lignes droites, accentuant la verticalité de sa silhouette, de gants gris et d'une chemise blanche entrouverte,. Son visage pâle, fantomatique, contraste avec la noirceur de son vêtement et du fond,.
Son regard est fuyant, distant, son expression impassible. Aucun sourire, aucun détail biographique n'est apparent. L'environnement est minimal, dépourvu de décorations, parfois à peine esquissé : le fond gris, brun et taupe est traité en larges aplats, sans perspective marquée.

### Couleurs et style
La palette de couleurs est presque monochrome, dominée par des nuances de gris, le beige et le blanc cassé,. Cette austérité colorée est caractéristique du style de Brooks, qui refusait l'usage décoratif de la couleur au profit d'une introspection sobre et non mélancolique comme le suggère le tableau car c'est un monde auquel elle n'a pas accès. Cette façon de peindre se retrouve dans un autre autoportrait de l'artiste, Au bord de la mer, peint durant l'été 1912 et conservé au Centre national d'art de culture Georges-Pompidou.

## Interprétations

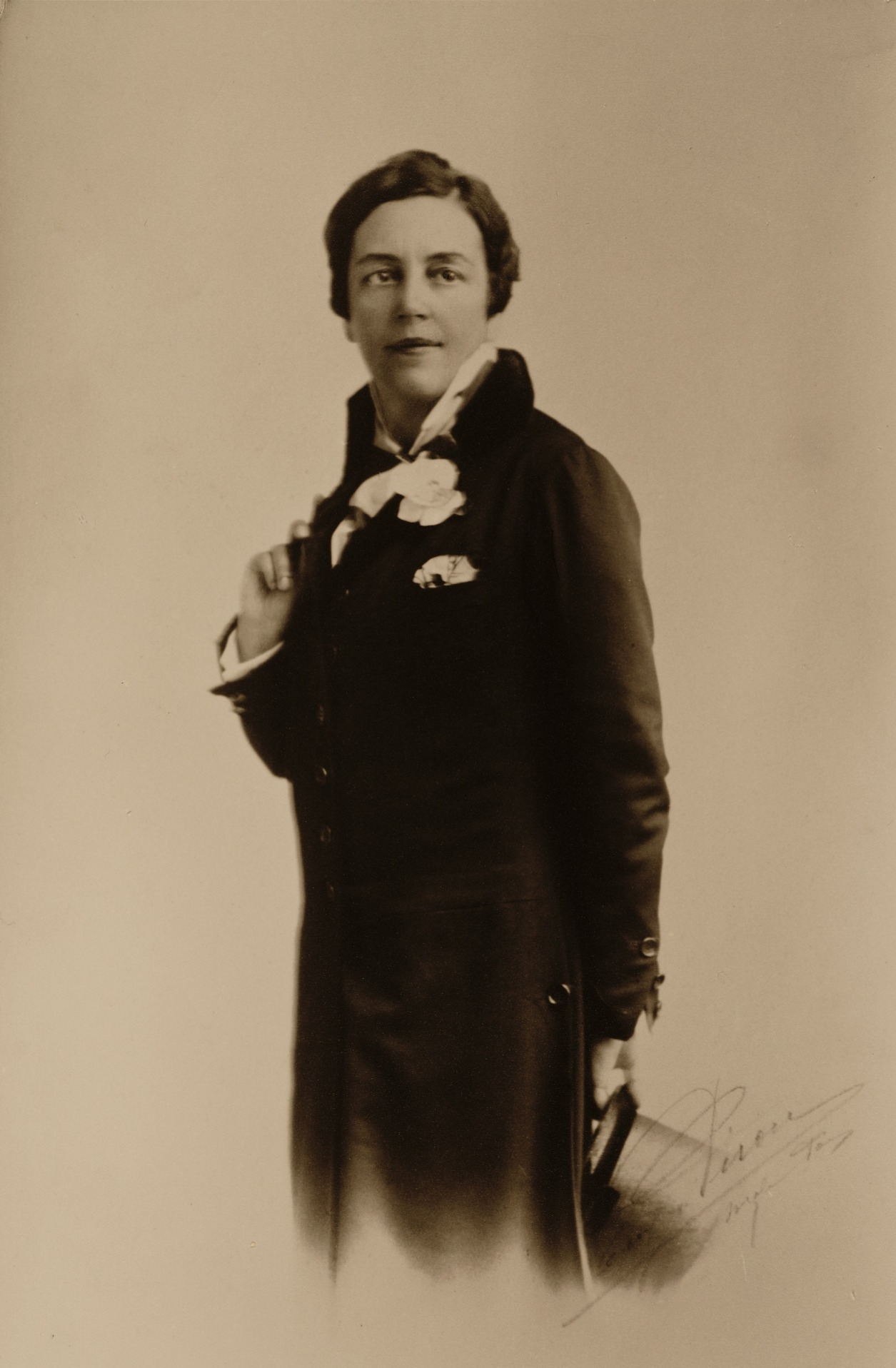
Portrait photographique de Romaine Brooks en 1910, androgyne comme son Autoportrait de 1923.

### Œuvre esthétique
Le tableau s'inscrit dans ce que les critiques ont appelé une esthétique du « détachement aristocratique ». Les femmes représentées par Brooks sont calmes, solitaires, impénétrables (elles sont modernes). Elles ne sont ni nues ni sexualisées, mais habillées avec élégance, souvent dans des vêtements masculins ou androgynes,,,,, dans un style dandy fort marqué,. Cela remet en question les codes habituels de la muse ou de la femme-objet. Le tableau incarne aussi une forme de solitude existentielle, très présente dans l'œuvre de Brooks.

### Œuvre lesbienne
Bien que Autoportrait ne contienne aucune indication explicite de l'orientation sexuelle du modèle, l'œuvre participe à une forme de langage visuel queer codé,. L'allure androgyne, l'absence de séduction destinée au regard masculin, le refus de la narration sont autant de moyens pour Brooks d'exprimer une vision non hétérocentrée de la femme,, se libérant des contraintes de la société.

Après son autoportrait, Brooks peindra d'autres femmes habillées de façon masculine. Elle fait partie d'une série de tableaux d'autoportraits androgynes peints par différentes artistes du début du XXe siècle.

Tableaux de femmes peints part Romaine Brooks postérieurs à son autoportrait
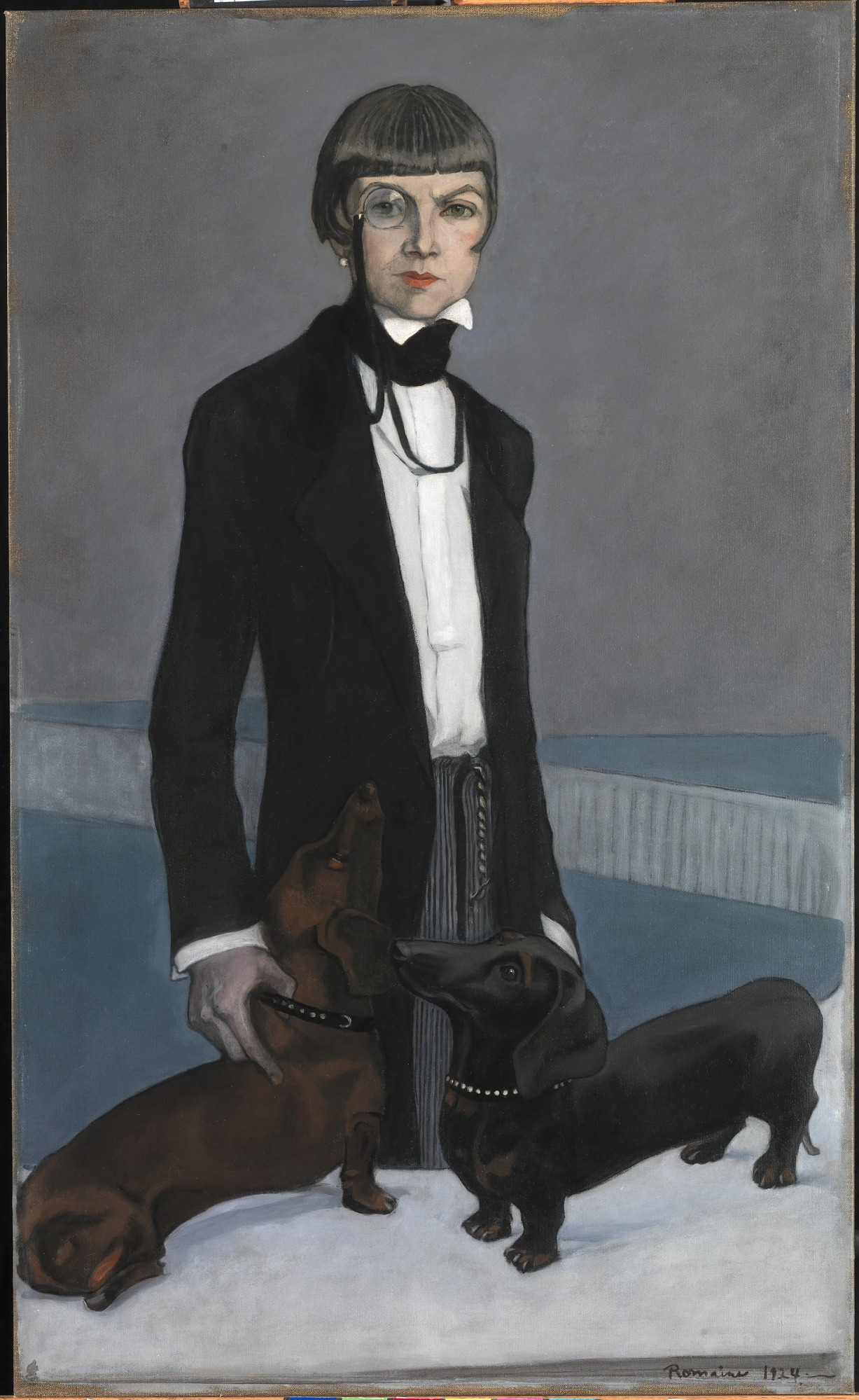
Portrait d'Una Troubridge, 1924.
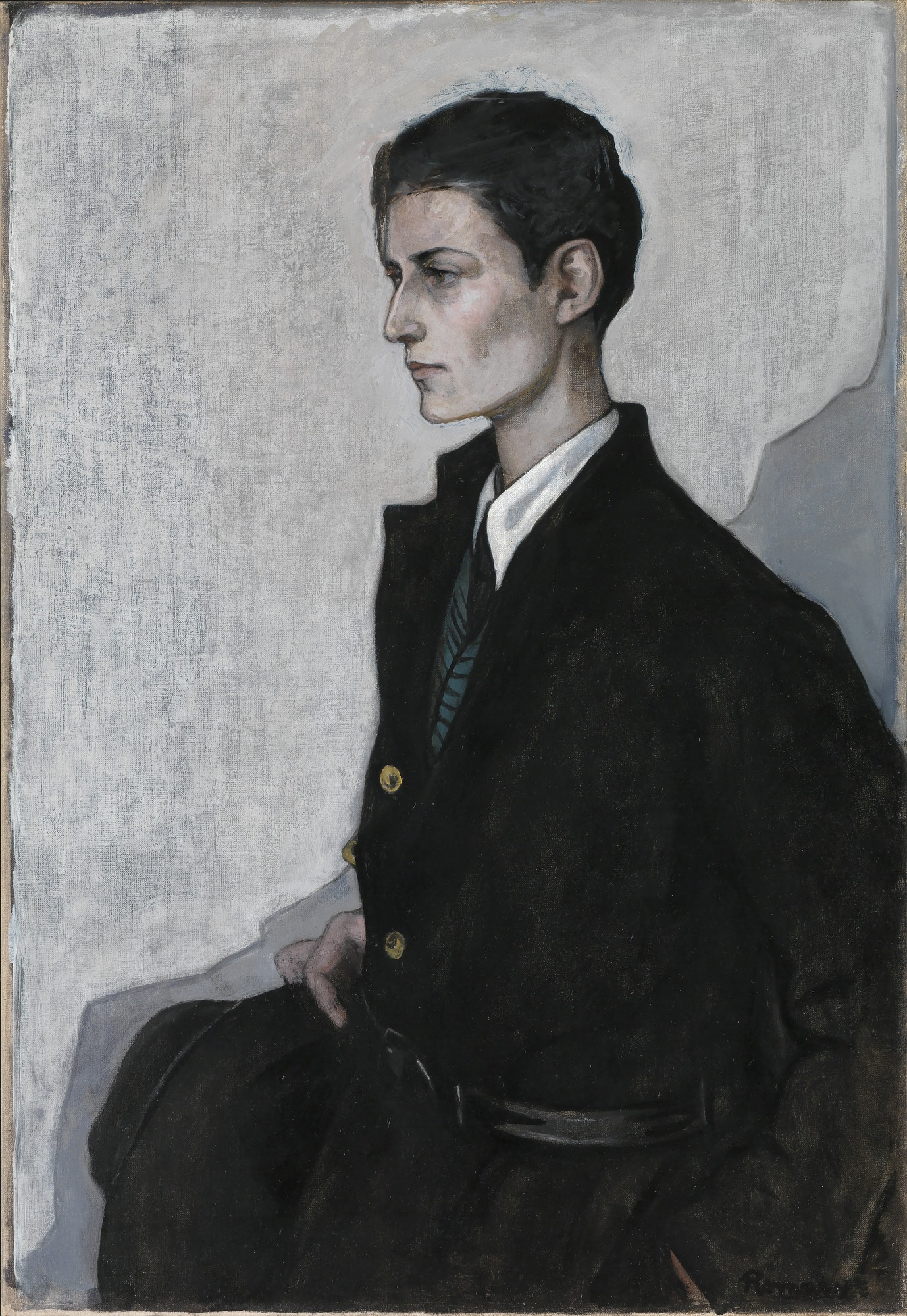
Peter, a Young English Girl, portrait d'Hannah Gluckstein, 1923.

## Réception du public
Après sa création, Autoportrait n'a pas bénéficié d'une large diffusion, Romaine Brooks vivant en relative marginalité artistique. Elle refusait les salons officiels et les avant-gardes tapageuses, préférant une production intime, souvent destinée à ses cercles privéscomme les salons parisiens du comte Robert de Montesquiou.
Ce n'est qu'à partir des années 1970 et 1980,, dans le sillage du féminisme et des études queer, dont les études de Jonathan D. Katz, fondateur études queer en histoire de l'art, que son œuvre a été redécouverte. Des critiques comme Whitney Chadwick, Joe Lucchesi ou Laura Cottingham ont mis en lumière la portée subversive de ses portraits féminins, dont Autoportrait est l'un des exemples les plus accomplis.
Aujourd'hui, l'œuvre est fréquemment exposée dans les expositions consacrées à l'art lesbien, à la réinvention du genre, ou aux artistes marginalisés des modernités alternatives. En comparaison d'une œuvre de Pablo Picasso peinte en 1910, Femme nue, le modernisme de Brooks est différent : pas de géométrie et d'abstraction, simplement un modernisme de la représentation de la femme et du genre.

## Conservation
L'œuvre de Romaine Brooks est conservée à la Smithsonian Institution à Washington,.
En 1970, le National Museum of American Art exposait des œuvres de Brooks, son autoportrait étant en couverture de l'exposition. L'œuvre est prêtée pour l'exposition The First Homosexuals: The Birth of a New Identity, 1869-1939 à Chicago de mai à juillet 2025.

## Héritage
Autoportrait est reconnu comme une œuvre essentielle dans l'histoire des représentations féminines non conformes, aux côtés des portraits de Claude Cahun, Tamara de Lempicka ou Gluck. L'œuvre de Brooks a exercé une influence indirecte sur des artistes contemporains explorant la gender expression.